# Scarlett Hagen
Scarlett Hagen, née le 18 mars 1987, est une coureuse cycliste néo-zélandaise, spécialiste de VTT de descente.

## Palmarès en VTT

### Championnats du monde
- Lugano 2003
  -  Médaillée d'argent de la descente juniors
- Les Gets 2004
  -  Championne du monde de descente juniors
- Livigno 2005
  -  Médaillée d'argent de la descente juniors
- Rotorua 2006
  - 11e de la descente
- Fort William 2007
  - 19e de la descente
- Val Di Sole 2008
  - 9e de la descente

### Coupe du monde
- Coupe du monde de descente
  - 2005 : 9e du classement général, un podium sur la manche de Angel Fire

### Championnats d'Océanie
- 2006
  -  Médaillée d'argent de la descente
- 2007
  -  Médaillée de bronze de la descente
- 2008
  -  Championne d'Océanie de descente

### Championnats de Nouvelle-Zélande
- 2007
  -  Championne de Nouvelle-Zélande de descente
- 2009
  - 3e de la descente